# Cueva del Mármol
La cueva del Mármol, cueva de la sima o sima abierta es una cueva catalogada como zona especial de conservación en Ricla (provincia de Zaragoza, Aragón, España).

## Descripción
Se trata de un espacio endokárstico, similar a otras del sistema ibérico donde el agua ha disuelto minerales calizos generando una oquedad. Forma parte de un conjunto de interés geológico que incluye la llamada "ruta de las conchas" por parte de los yacimientos paleontológicos del Jurásico de Ricla y otras cuevas de interés espeleológico en la sierra de Algairén en las cercanías. Debe su nombre al tono de sus paredes, que si bien no son de mármol presenta estructuras cristalinas de similar apariencia.

## Historia
La cueva era conocida localmente, habiendo sido usada la zona para la extracción de materiales de construcción en el pasado. Entre otras intervenciones, se amplió la entrada de la cueva para dicha explotación. El material local se cree que se empleó en trabajos menores, complementando la piedra de Calatorao que se produce en las cercanías. La datación de estas actividades es debatida, proponiéndose principios del siglo XX o finales del siglo XIX.
La cueva fue documentada científicamente por primera vez en 1902 por Longinos Navás. Este, interesado en la entomología, trajo la atención al valor ecológico de la sima. En la actualidad partes de la cueva son de acceso restringido por la protección ambiental de la misma.

## Valor ecológico
El espacio es refugio para cuatro especies de murciélagos cavernícolas (Miniopterus schreibersii, Myotis myotis, Rhinolophus euryale, Rhinolophus ferrumequinum) lo que lo convierte en un hábitat de interés dado el retroceso de los quirópteros en el espacio antropizado del valle del Ebro. La cueva no es lugar de cría pero es punto de hibernación de colonias de estos murciélagos en invierno.
Es por ello que ha sido designado como lugar de importancia comunitaria (LIC) y zonas especial de conservación (ZEC). La cueva se integra con otras cuevas del sistema ibérico como la cueva del Sudor (Morata), la sima del Árbol (La Almunia) y del Muerto (Ricla) y los espacios naturales protegidos en las orillas del río Jalón (ZEPAs de los Desfiladeros del Río Jalón y Hoces del Jalón) para conformar un corredor biológico importante para la preservación de los quirópteros en el valle medio del Ebro.